# MFK Dina Moskva
MFK Dina (ruski Императорский спортивный клуб «Дина» Москва) je malonogometni klub iz Moskve osnovan 1991. Svoje utakmice igra u gradu Trojicku u Moskovskoj oblasti.

## Uspjesi
- Kup prvaka
  - pobjednik: 1995., 1997., 1999.
  - finalist: 1998., 2001.

- Interkontinentalni kup
  - pobjednik: 1997.
  - finalist: 1998., 1999., 2001.

- Rusko prvenstvo
  - prvak: 1993., 1994., 1995., 1996., 1997., 1998., 1999., 2000., 2014.
  - doprvak: 2004.

- Prvenstvo ZND-a
  - prvak: 1992.

- Ruski kup
  - pobjednik: 1992., 1993., 1995., 1996., 1997., 1998., 1999.
  - finalist: 1994., 2001., 2002.

- Ruski liga kup
  - pobjednik: 1993., 1995.
  - finalist: 1994., 1997., 1998.

## Poznati igrači
- Marat Abyanov
- Temur Alekberov
- Arkady Belyj
- Dmitri Chugunov
- Boris Chukhlov
- Oleg Denisov
- Dmitry Gorin
- Sergey Koridze
- Michail Markin
- Ilya Samokhin
- Andrey Tkachuk
- Aleksandr Veriznikov
- André Bernardo
- Konstantin Yeryomenko
- /  Alemão
- Predrag Rajić
- Marko Perić
- Borko Surudžić

## Poveznice
- službene stranice
- MFK Dinamo Moskva